# كالوم كرين
كالوم كرين (بالإنجليزية: Callum Crane)‏ هو لاعب كرة قدم بريطاني، ولد في 8 مارس 1996 في إدنبرة في المملكة المتحدة. لعب مع نادي هيبرنيان.

## وصلات خارجية
- كالوم كرين على موقع قاعدة بيانات كرة القدم.إي يو (الإنجليزية)
- كالوم كرين على موقع Soccerbase.com (لاعب) (الإنجليزية)
- كالوم كرين على موقع Soccerway.com (الإنجليزية)
- كالوم كرين على موقع عالم كرة القدم.نت (الإنجليزية)